# قناع الغبار

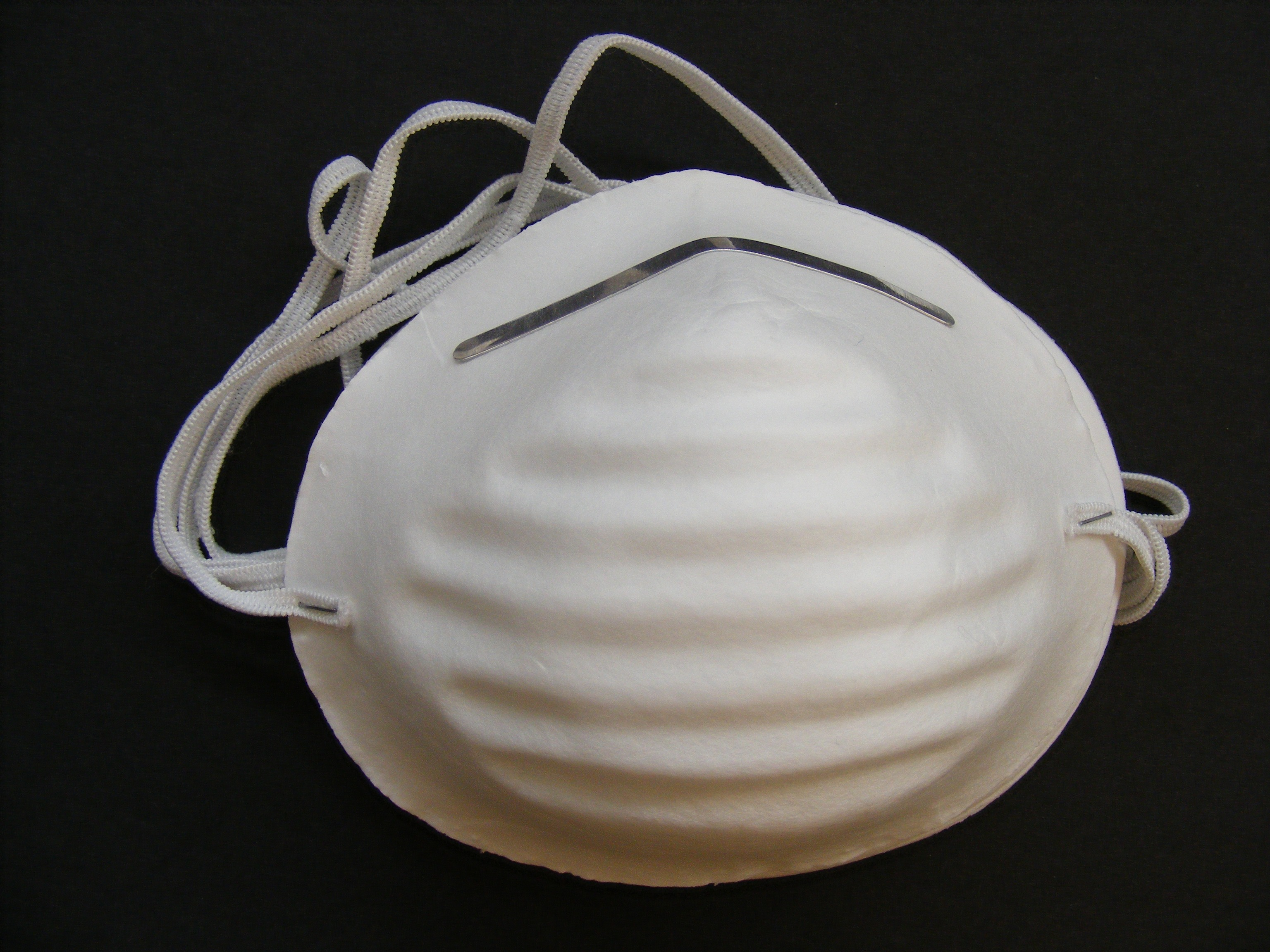
قناع غبار لنصف الوجه

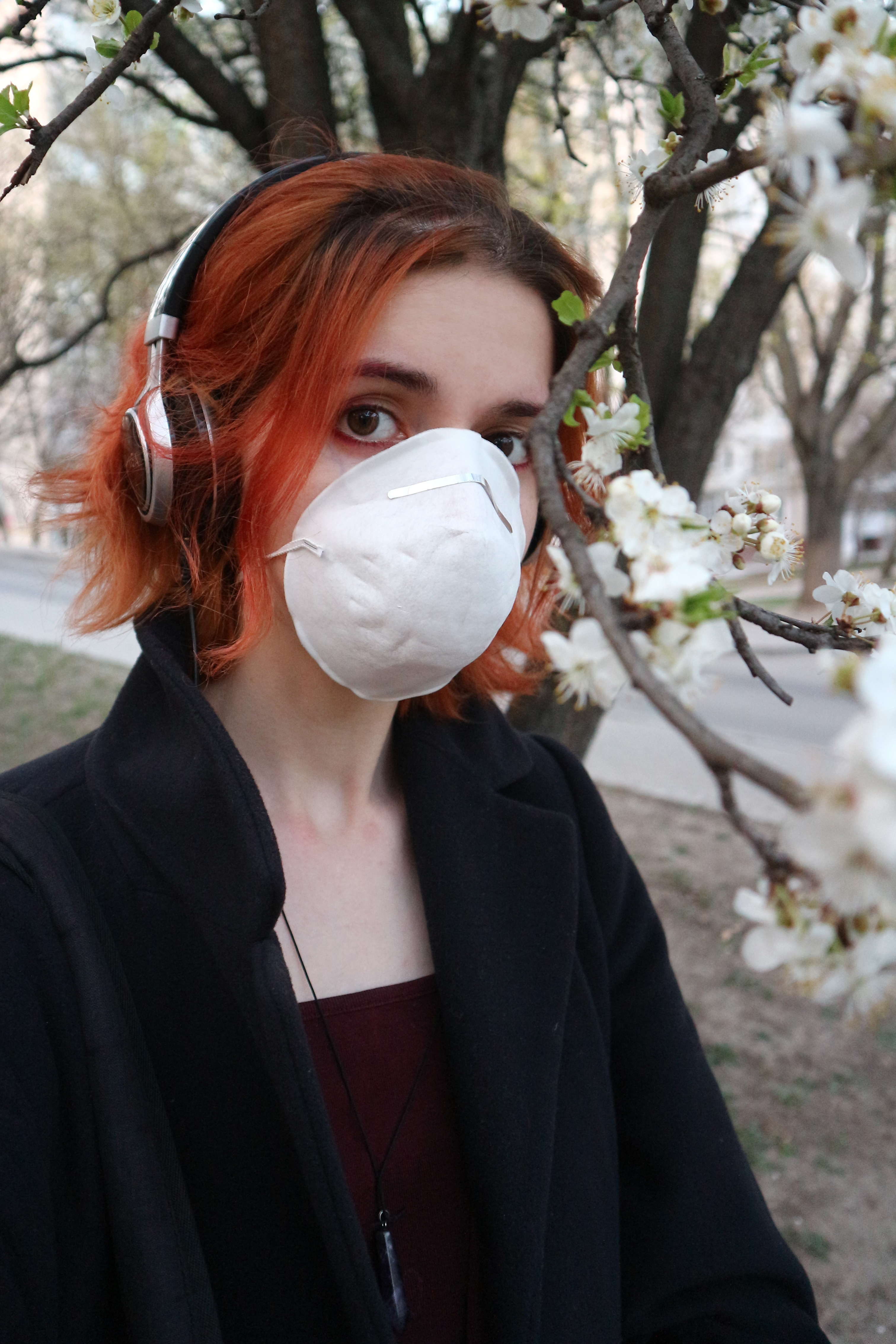
امرأة ترتدي قناع الغبار أثناء وباء كوفيد-19.

قناع الغبار هو وسادة ورقية مرنة يتم تثبيتها على الأنف والفم بأشرطة مطاطية لتوفير الراحة الشخصية ضد الغبار المزعج غير السام، وليس الغرض منها توفير الحماية من الأخطار السامة المحمولة جواً  ، وإن قناع إف إف بي الأوروبي هو جهاز تنفس مرشح ميكانيكي من الدرجة الأدنى المتوفرة في الولاية القضائية يستخدم أيضًا كقناع غبار.
تُستخدم أقنعة الغبار في البيئات التي يوجد بها غبار بسبب أنشطة البناء أو التنظيف، مثل الغبار من الحوائط الجافة، الطوب، الخشب، الألياف الزجاجية، السيليكا (من إنتاج السيراميك أو الزجاج) أو الكنس. كما يمكن أيضًا ارتداء قناع الغبار في البيئات التي تحتوي على مسببات الحساسية مثل حبوب لقاح الأشجار والعشب. كما يستخدم قناع الغبار لمنع مرتديه من استنشاق الغبار أو الرمال في عاصفة ترابية.

## وصف
يتم ارتداء قناع الغبار بنفس طريقة ارتداء قناع التنفس الصناعي أو القناع الجراحي، ولكنه من الخطر الخلط بينهما لأن كلًّا منهما يحمي من مخاطر محمولة جواً معيّنة. يمكن أن يمثل استخدام القناع الخاطئ في مهمة خطرًا كبيرًا وربما قاتلًا لأن العديد من أقنعة الغبار ذات مستويات الحماية المتنوعة على نطاق واسع قد تبدو متشابهة، وحتى الأقنعة التي لا تحمي من الغبار على الإطلاق. تشكل الأقنعة غير الملائمة أيضًا خطرًا لأنها تسمح للمادة بتجاوز القناع تمامًا، ولكن قد لا تكون الملاءمة الصحيحة أمرًا بالغ الأهمية في الأقنعة التي تهدف إلى الحماية من تناثر السوائل أو الضباب
إن أقنعة أقنعة الغبار لا تحمي من أبخرة المواد الكيميائية، لذلك فإنه من الخطير الخلط بين أقنعة الغبار وأقنعة التنفس المستخدمة كأقنعة طلاء.
أقنعة الغبار هي بديل أرخص، أخف وزنا وأكثر راحة لأجهزة التنفس، ولكنها لا توفر حماية معتمدة للجهاز التنفسي، وقد تكون أكثر عرضة لسوء الاستخدام أو عدم الملاءمة.
تتضمن بعض أقنعة الغبار تحسينات مثل وجود شريطين خلف الرأس (أحدهما علوي والآخر سفلي)، ووجود شريط من الألمنيوم من الخارج عبر جسر الأنف يمكن ثنيه لملاءمة مخصصة، ووجود شريط من الرغوة المطاطية من الداخل عبر جسر الأنف لضمان إحكام أفضل حتى لو لم يكن الألمنيوم من الخارج ملائمًا.

## الأنظمة
بعض الدول الآسيوية لديها لوائح خاصة بأقنعة الغبار المخصصة للاستخدام المدني اليومي بدلاً من الاستخدام المهني. وتشمل هذه:
- الصين، GB / T 32610: 2016 نسخة محفوظة 6 ديسمبر 2020 على موقع واي باك مشين. - أقنعة للحماية اليومية.

تم اعتماد أقنعة الغبار  من قبل مكتب المناجم بالولايات المتحدة منذ الثلاثينيات.
منذ عام 1970، وافقت إدارة السلامة والصحة المهنية على أقنعة الغبار، التي تسمى «غطاء الترشيح» في لغة NIOSH.
تعتبر قطع الترشيح للوجه نوعًا من أجهزة التنفس، وقناع N95 هو غطاء ترشيح للوجه أيضًا.